# Amrumer Inselbahn
| Arthur Koppel AG, Lokal-Bahn Wittdün, Amrum, um 1903 |                     |                    |                    |
| Karte der nordfriesischen Inseln von 1910 mit Streckennetz der Inselbahnen |                     |                    |                    |
| Streckenlänge: | ca. 14 km           |                    |                    |
| Spurweite: | 900 mm (Schmalspur) |                    |                    |
| Stromsystem: | 1909–1918: 700 V =  |                    |                    |
| |                     |                    |                    |
| \| \| 0,0 \| Wittdün \| Wittdün \| \| \| \| Kniepsand bis 1908 \| \| \| \| 2,9 \| Leuchtturm \| Leuchtturm \| \| \| \| Kniepsand ab 1909 \| \| \| \| 4,0 \| Süddorf \| Süddorf \| \| \| 4,8 \| Satteldüne \| Satteldüne \| \| \| 5,9 \| Nebel \| Nebel \| \| \| 9,8 \| Norddorf \| Norddorf \| \| \| 11,7 \| Norddorf Brücke \| Norddorf Brücke \| |                     |                    |                    |
| Kopfbahnhof Streckenanfang (Strecke außer Betrieb) | 0,0                 | Wittdün            | Wittdün            |
| Abzweig geradeaus und nach links (Strecke außer Betrieb) · Haltepunkt / Haltestelle Streckenende und quer (Strecke außer Betrieb) |                     | Kniepsand bis 1908 | Kniepsand bis 1908 |
| Haltepunkt / Haltestelle (Strecke außer Betrieb) | 2,9                 | Leuchtturm         | Leuchtturm         |
| Abzweig geradeaus und nach links (Strecke außer Betrieb) · Haltepunkt / Haltestelle Streckenende und quer (Strecke außer Betrieb) |                     | Kniepsand ab 1909  | Kniepsand ab 1909  |
| Haltepunkt / Haltestelle (Strecke außer Betrieb) | 4,0                 | Süddorf            | Süddorf            |
| Haltepunkt / Haltestelle (Strecke außer Betrieb) | 4,8                 | Satteldüne         | Satteldüne         |
| Kopfbahnhof Streckenanfang und quer (Strecke außer Betrieb) · Abzweig geradeaus, nach rechts und von rechts (Strecke außer Betrieb) | 5,9                 | Nebel              | Nebel              |
| Bahnhof (Strecke außer Betrieb) | 9,8                 | Norddorf           | Norddorf           |
| Kopfbahnhof Streckenende (Strecke außer Betrieb) | 11,7                | Norddorf Brücke    | Norddorf Brücke    |

Die Amrumer Inselbahn war eine Schmalspurbahn mit 900 mm Spurweite, die von 1893 bis 1939 existierte. In dieser Zeit hatte sie trotz zahlreicher betrieblicher Probleme maßgeblichen Anteil am Aufschwung des Fremdenverkehrs auf der Nordseeinsel Amrum.

## Das Streckennetz
In der maximalen Ausdehnung umfasste das Streckennetz etwa 14 km, nämlich die Strecken Wittdün–Norddorf (Brücke) (12 Kilometer) und Wriakhörn–Wittdün Strand (2 Kilometer). Die Hauptstrecke verband zwei Häfen und wies in Nebel, etwa auf halber Strecke, einen Kopfbahnhof mit Gleisdreieck auf.

## Bedeutung
Die Amrumer Inselbahn diente vorrangig dem Transport der Touristen in die Ferienquartiere in Nebel und Norddorf sowie dem Transport zum ehemaligen Norddorfer Hafen (Kniephafen), von dem man einige Jahrzehnte lang per Schiff weiter nach Hörnum (Sylt) reisen konnte. Der in einer Bucht des Kniepsandes gelegene Kniephafen versandete später.
Die Wittdüner Strandbahn diente dem täglichen Transfer der Badegäste an den Strand.

## Geschichte
1890 wurde der Hafenort Wittdün gegründet, um dort Quartiere für Touristen anzubieten. Gleichzeitig wurden in den anderen Inseldörfern, insbesondere in Norddorf, Quartiere errichtet.
1893 führte die Aktiengesellschaft Wittdün und Amrum erstmals einen Probebetrieb auf der Strecke Wittdün–Wittdün Strand durch. Diese Strecke musste aufgrund von Sturmfluten im Winter oft umtrassiert werden.
1901 begann der Bahnbetrieb auf der Strecke Wittdün–Nebel.
Ein Jahr später wurde die Bahn bis Norddorf Hafen betrieben und erreichte damit fast die maximale Streckennetzlänge.
Die Elektrizitätswerke GmbH Düsseldorf übernahmen 1907 die Bahn. Geplant war, die Stromversorgung der Insel zum Betrieb einer straßenbahnähnlichen Bahn zu nutzen.
1909 wurde die südliche Trasse der Wittdüner Strandbahn aufgegeben und eine Strecke neu gebaut, die etwa am Leuchtturm nach Westen und dann Südwesten abzweigte. Ebenfalls wurde der nördliche Streckenast verlängert, und zwar zum nach Norden verlegten neuen Kniephafen.
Im gleichen Jahr begann der elektrische Betrieb mit 700 Volt Gleichstrom und Elektrotriebwagen. Bereits im Folgejahr beendete ein Brand im Elektrizitätswerk den elektrischen Betrieb, so dass in der Folge Dampflokomotiven unter Fahrdraht fuhren.
1911 übernahm die HAPAG den maroden Betrieb.
1918, während des Ersten Weltkriegs, wurde der Betrieb vorübergehend eingestellt.
1920 baute die nunmehr verantwortliche Amrumer Inselbahn AG den Fahrdraht ab; die Elektrotriebwagen wurden als Waggons benutzt.
Die Bahn kam 1931 unter Zwangsverwaltung und ging an die Wyker Dampfschiffs-Reederei Föhr-Amrum. Deren Tochterunternehmen Amrumer Inselbahn GmbH wurde gegründet. Die betrieblichen Probleme häuften sich; Entgleisungen und Langsamfahrstellen waren häufig.
1938 wurde der Bau einer befestigten Straße von Wittdün nach Norddorf geplant.
Die Amrumer Inselbahn wurde am 31. Oktober 1939 nach 46 Betriebsjahren stillgelegt, da man die Strecken nur unter großem finanziellem Aufwand hätte instand setzen können.
Bereits 1940 wurde die Strecke abgebaut.

## Betriebsgeschehen
Im Sommer gab es in einigen Jahren acht Zugpaare sowie weitere Extrafahrten, darunter viele Leerfahrten wegen der zwei bedienten Fährhäfen in Wittdün und Norddorf. Der Verkehr wurde, außer in der Zeit der Elektrotriebwagen, mit insgesamt fünf Dampflokomotiven durchgeführt, die jeweils zweiachsig waren. Außerdem gab es drei Elektrotriebwagen, insgesamt sieben zweiachsige und zwei vierachsige Personenwagen sowie sieben Güterwagen (O- und G-Wagen).
Die Fahrtzeit auf der etwa zwölf Kilometer langen Hauptstrecke betrug – ohne Haltezeiten – etwa 55 Minuten. Häufige Zugausfälle, Verspätungen und Stillstände traten im Betriebsalltag auf. Die Lokomotiven erhielten vom Volksmund spaßige Bezeichnungen, wie: „Martin Luther – Hier stehe ich, ich kann nicht anders.“
Während der gesamten Betriebsdauer hatte die Amrumer Inselbahn mit widrigen Verhältnissen zu kämpfen. Dazu zählten der schlechte Unterbau und Versandungen in den Dünen, vor allem aber mangelnde finanzielle Grundlagen. Zahlreiche Entgleisungen und die geringe Geschwindigkeit machten die Bahn zum Gespött der Amrumer und Touristen: „Es rüttelt und schüttelt und kommt nicht voran, das ist die Amrumer Inselbahn.“

## Spuren

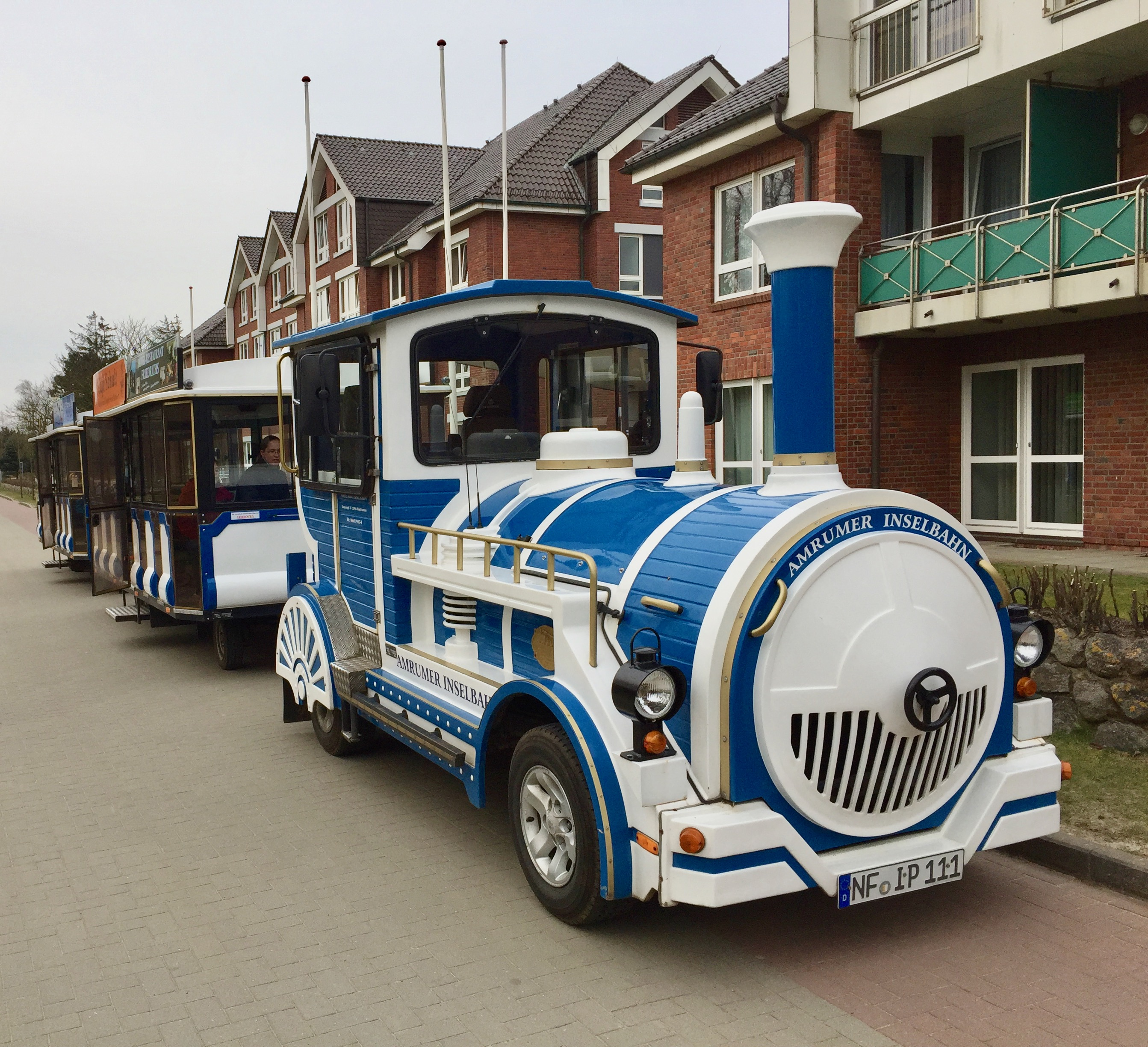
„Amrumer Inselbahn“ bzw. „Insel-Paul“ im Jahr 2016

Im Norden kann man die Trasse auf der Innenseite des Risum-Deiches (nördlich der Norddorfer Strandhalle) gut erkennen. Südlich davon verläuft ein asphaltierter Fußweg auf der alten Trasse durch die Dünen. Am Südrand von Norddorf erkennt man den Bahndamm, der hier etwa noch einen Meter hoch ist und eine Kurve aufweist, noch gut. Weiter im südlichen Verlauf verläuft die Landstraße auf der Trasse. Nördlich von Nebel erkennt man ebenfalls den Bahndamm, der östlich der Landstraße ein kurzes Stück verläuft.
In Nebel gab es bis etwa 2004 das „Amrumer Bahnhofshotel“, das damit die Stelle des Nebeler Bahnhofs markierte.
Nach Süden hin gibt es so gut wie keine Spuren der Trasse mehr. Das „Haus Kabelgatt“ in Wittdün war ein umgebauter Lokschuppen, der vielerlei anderen Nutzungen zugeführt wurde, unter anderem als Segelschule und als Gästepension. Im Frühjahr des Jahres 2011 wurde er abgerissen, um einer Bebauung mit vier Neubauten Platz zu machen. Damit sind nun keine Hochbauten der Inselbahn mehr vorhanden.
Obwohl die Inselbahn schon lange nicht mehr auf Amrum fährt, gibt es eine gummibereifte „Lokomotive“ – ein umgebauter Toyota-Geländewagen – mit zwei Anhängern, die als „Amrumer Inselbahn“ bzw. „Insel-Paul“ für Besichtigungsfahrten auf Amrum eingesetzt wird.